# Arrondissement d'Unstrut-Hainich
L'arrondissement d'Unstrut-Hainich est un arrondissement  (« Landkreis » en allemand) de Thuringe (Allemagne).
Son chef-lieu est Mühlhausen.

## Villes, communes & communautés d'administration
(nombre d'habitants en 2012)
| Villes ¹ Commune membre d'une communauté d'administration 1. Bad Langensalza (17 683 habitants) 2. Mühlhausen (Thuringe) (33 235 habitants) 3. Unstruttal (6 079 habitants) | Communes 1. Herbsleben, (2 980 habitants), remplit les fonctions administratives pour 1. Großvargula (739 habitants) 2. Nottertal-Heilinger Höhen (5 632 habitants), remplit les fonctions administratives pour 1. Körner (1 623 habitants) 2. Marolterode (317 habitants) 1. Südeichsfeld, (6 898 habitants), remplit les fonctions administratives pour 1. Rodeberg (2 055 habitants) 2. Unstrut-Hainich (5 147 habitants), remplit les fonctions administratives pour 1. Schönstedt (1 389 habitants) 3. Vogtei, (4 452 habitants), remplit les fonctions administratives pour 1. Kammerforst (852 habitants) 2. Oppershausen (301 habitants) |

| Communautés d'administration (Verwaltungsgemeinschaften) 1. Verwaltungsgemeinschaft Bad Tennstedt (7 028 habitants) 1. Bad Tennstedt, ville (2 487 habitants) 2. Ballhausen (891 habitants) 3. Blankenburg (160 habitants) 4. Bruchstedt (250 habitants) 5. Haussömmern (246 habitants) 6. Hornsömmern (158 habitants) 7. Kirchheilingen (803 habitants) 8. Klettstedt (221 habitants) 9. Kutzleben (626 habitants) 10. Mittelsömmern (229 habitants) 11. Sundhausen (369 habitants) 12. Tottleben (151 habitants) 13. Urleben (437 habitants) |